# 3828 Hoshino
3828 Hoshino (1986 WC) là một tiểu hành tinh vành đai chính được phát hiện ngày 22 tháng 11 năm 1986 bởi Suzuki, K. và Urata, T. ở Toyota.